# شهرستان اولمستد (مینه‌سوتا)
شهرستان اولمستد، مینه‌سوتا (به انگلیسی: Olmsted County, Minnesota) شهرستانی در ایالات متحده آمریکا است که در مینه‌سوتا واقع شده‌است.